# 야마키타 바이패스

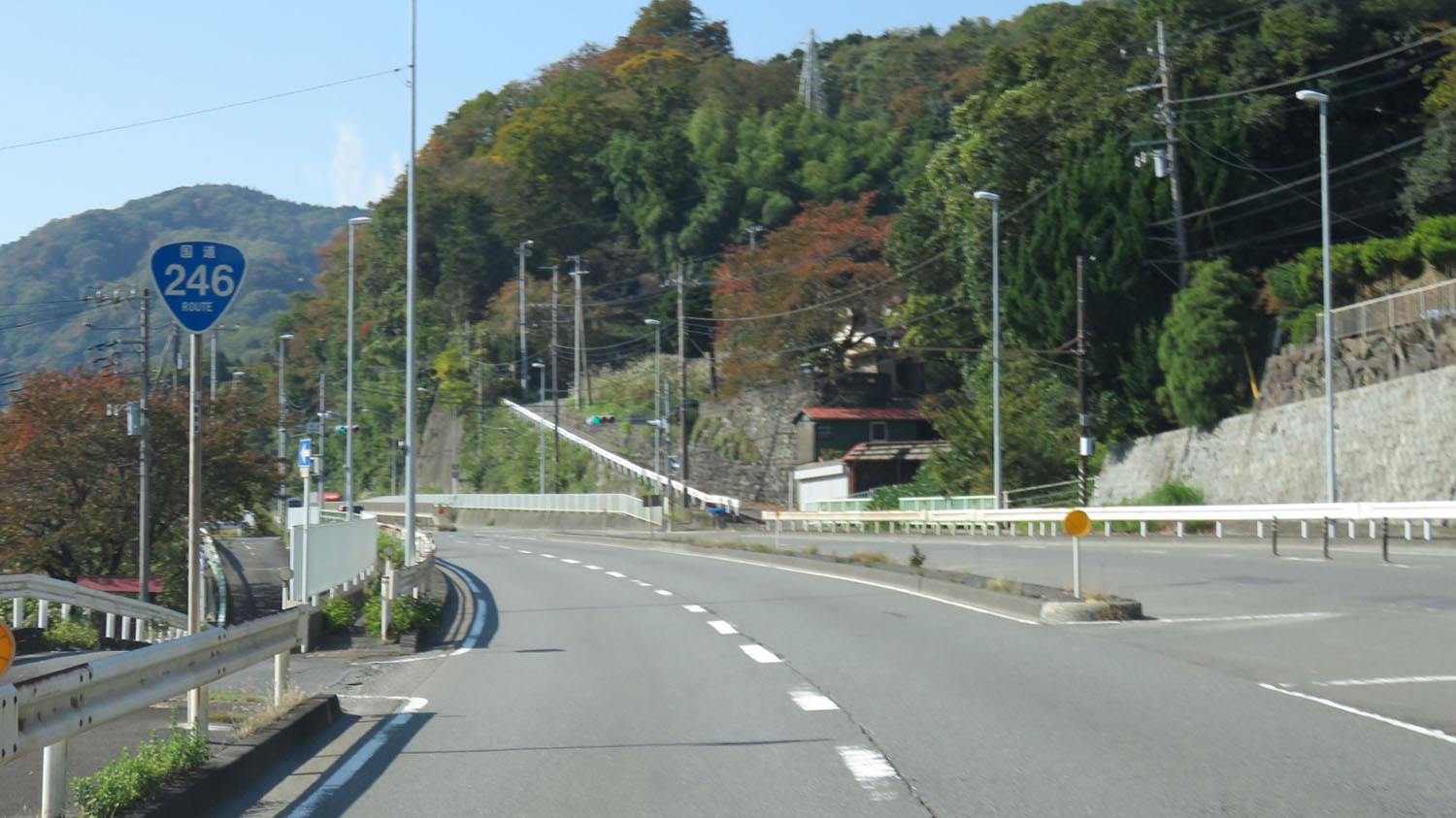
야마키타 바이패스
가나가와현 아시가라카미군 야마키타정 가와니시

야마키타 바이패스(일본어: 山北バイパス, Yamakita Bypass)는 가나가와현 아시가라카미군 야마키타정의 야마키타와 무코하라를 이어주는 국도 제246호선 전용 바이패스로, 총 연장은 5.6 km이다. 

## 개요
구 국도 제246호선은 폭이 부족하여 협소해진 도로 특색상 만성적인 정체 및 병목 현상이 심각해지면서 사고가 잦은 편을 가지고 있다. 이에 따라 연속 강우량이 150 mm가 초과될 경우 통행이 금지될 수 있기 때문에, 바이패스의 필요성이 매우 큰 것으로 나타나고 있다. 그래서 야마키타 바이패스는 1976년 공사가 시작되었고, 2012년에 완전히 개통되었다. 따라서 공사 기간이 무려 36년 정도 소요되었다. 이는 대한민국의 서강대교가 공사하게 되는 기간이 16년 정도 걸린 것과 비교하면 거의 2배가 넘게 걸리는 기간을 가지고 있다.

### 노선 정보
- 노선명 : 국도 제246호선
- 기점 : 가나가와현 아시가라카미군 야마키타정 야마키타
- 종점 : 가나가와현 아시가라카미군 야마키타정 무코하라
- 총 연장 : 5.6 km
- 도로 규격 : 제3종 제2급
- 설계 속도 : 60 km/h
- 차선수 : 4차선 (잠정적으로는 2차선)

## 기타

### 교통량
2010년 당시 도로교통 센서스에서 24시간 교통량
- 야마키타정 가와니시 : 18,966대

### 점검에 따른 통행 규제
야마키타 바이패스는 매년 10월부터 11월까지는 집중 점검 공사에 따라 야간에는 통행이 일시적으로 금지된다. 통행이 금지될 때 대체 우회 도로로는 가나가와현도 제76호선으로 우회하게 되는 조치를 단행한다.

## 같이 보기
- 일본의 바이패스 도로 목록(일본어판)